# Tamás Tímea
Tamás Tímea (leányneve Vofkori Mária; Zetelaka, 1962. szeptember 8. –) erdélyi magyar költő, esszéíró, történettudományi szakíró; Vofkori György lánya.

## Életútja, munkássága
Középiskoláit Székelyudvarhelyen, a Dr. Petru Groza Líceumban végezte (1980), majd a Babeș–Bolyai Tudományegyetemen szerzett oklevelet történelem–filozófia szakon (1984); ugyanott doktorált történettudományból (1997). 1990-ig Székelyudvarhelyen tanított, részt vett a Hídfő címmel indított művelődési lap alapításában. Még abban az évben Kolozsvárra került, a Kriterion Könyvkiadó szerkesztője, majd az 1992-ben indult Polis Könyvkiadó alapító tagja. 1994–2000 között Kanadában élt, itteni tapasztalatait A Hétnek hazaküldött (és a lap nívódíjával kitüntetett) jegyzetekben rögzítette, a megismert új világ jó szemű, kritikus megfigyelőjeként. Kanadai útja után áttelepült Magyarországra, ahol a kisvárdai Rétközi Múzeum igazgatója.
Versekkel 1988-ban jelentkezett az Igaz Szó és az Utunk hasábjain; 1992-ben megjelent s a Romániai Írók Szövetsége debütdíjával kitüntetett önálló kötete (körÉvek) fülszövegében magáról így vall: „A versre véletlenül bukkantam rá, mint hangszereikre a dalnokok, rég elfelejtett vagy még élő mitológiai időben.” Következő verskötetét (A madárijesztő panaszai. Kolozsvár, 1996) a hozzá írt kísérőszövegben Kovács András Ferenc így jellemzi: „Tamás Tímea új kötetében valahol a keresés és a sajgó fölsejlés közt bontakozik ki s teljesedik be a változás és a változatlanság örök törvénye, amely parányokat mozgat, fölemel, lesújt és időről időre megsemmisít az évszakok visszatérő miserendjében.” Harmadik verskötete, A hetedik törpe (Kolozsvár, 2005) egyre ritkább megszólalása ellenére, költészetének további interiorizálódását jelzi.
A versekkel párhuzamosan 1990-től esszéket, jegyzeteket kezdett közölni A Hétben és a Korunkban, ezekből állt össze tempus fugit c., 1994-ben megjelent kötete, majd ugyanebben a műfajban az immár zömmel kanadai tapasztalatait hazai olvasóival megosztó Egy kelet-európai (Kolozsvár, 2002; újbóli kiadása Egy kelet-európai Kanadában címmel, Csíkszereda, 2008).
Történészként munkáit polgári nevén (Vofkori Mária) publikálja. Imreh István tanítványa: a 16–19. századi erdélyi társadalom- és gazdaságtörténet kutatója. E tárgykörből több tanulmánya jelent meg az Agrártörténeti Szemle, Erdélyi Múzeum, Korunk, Studia Universitatis Babeş–Bolyai, Századok c. folyóiratokban, a Jósa András Múzeum Évkönyvében, az Imreh István-emlékkönyvben (Kolozsvár, 1999), az Erdélyi gazdaságtörténeti tanulmányok II. kötetében (Kolozsvár, 2004), utóbbi helyen Imreh István tanár- és tudósegyéniségét idézve fel. Doktori disszertációja Társadalmi és gazdasági változások az udvarhelyszéki Havasalján a 17–18. században címmel jelent meg (Kolozsvár, 1999. Erdélyi Tudományos Füzetek).

## Művei
- Körévek; Kriterion, Bukarest, 1992 (Forrás)
- Tempus fugit; Komp-Press, Kolozsvár, 1994 (Ariadné könyvek)
- Vofkori Mária: Társadalmi és gazdasági változások az udvarhelyszéki Havasalján a 17-18. században; Erdélyi Múzeum-Egyesület, Kolozsvár, 1999 (Erdélyi tudományos füzetek)
- Egy kelet-európai. Esszék, jegyzetek; utószó Kovács András Ferenc; Polis, Kolozsvár, 2002
- A hetedik törpe. Versek; Polis, Kolozsvár, 2005
- Egy kelet-európai Torontóban. Esszék, jegyzetek; Pallas-Akadémia, Csíkszereda, 2008
- Csillagmese; Pallas-Akadémia, Csíkszereda, 2009 (Mesevonat)
- Hangyalkák. Versek; Pallas-Akadémia, Csíkszereda, 2010
- A karácsonyi hangyalka. Kesernyés mese, édeskés rajzokkal; Pallas-Akadémia, Csíkszereda, 2012
- A kisvárdai múzeum 50 éve; bev., függelék, jegyz., szöveggond. Vofkori Mária; Rétközi Múzeum–Rétközi Múzeum Baráti Köre Egyesület, Kisvárda, 2011 (A Rétközi Múzeum füzetei)
- Ahol szétoszlik a világosság. Zsidó temetők képekben; fotó Csutkai Csaba, szerk., bev., szöveggond. Vofkori Mária, függelék Néző István; Rétközi Múzeum–Rétközi Múzeum Baráti Köre Egyesület, Kisvárda, 2016 (A Rétközi Múzeum füzetei)
- Ikermondák. Gyerekmesék felnőtteknek; ill. Szurcsik József; Rétközi Múzeum Baráti Köre Egyesület, Kisvárda, 2017
- Vakondvilág. Versek; Rétközi Múzeum Baráti Köre Egyesület–Polis, Kisvárda–Kolozsvár, 2019